# Röfskampgraben
Der Röfskampgraben ist ein Wassergraben in der Gemeinde Aukrug in Schleswig-Holstein. Der Graben hat eine Länge von ca. 600 m. Er entspringt in Aukrug-Innien südlich des Bahnhofs und mündet weiter östlich in den Hühnerkampsteich, der über eine Rohrleitung in die Bünzau entwässert.